# Oferta pública de aquisição
Uma oferta pública de aquisição de ações (OPA) é uma operação por meio da qual um acionista ou uma sociedade pretende comprar uma participação ou a totalidade das ações de uma empresa cotada em Bolsa.
O termo em inglês muito utilizado para tratar da OPA, quando a mesma busca a aquisição de controle de outra empresa, é "take over".
A OPA, no Brasil, encontra fundamento nos artigos 257 e seguintes da Lei Federal n. 6.404 de 1976, mais tarde substituída pela Instrução 358 da CVM, que exige a intervenção de uma instituição financeira de modo a garantir o cumprimento das obrigações assumidas pelo ofertante. Esta oferta tem de ser publicada na imprensa e deve conter o número mínimo de ações que o adquirente se propõe a adquirir e, se for o caso, o número máximo; o preço e as condições de pagamento; a subordinação da oferta ao número mínimo de aceitantes e a forma de rateio entre os aceitantes, se o número deles ultrapassar o máximo fixado; o procedimento que deverá ser adotado pelos acionistas aceitantes para manifestar a sua aceitação e efetivar a transferência das ações; o prazo de validade da oferta, que não poderá ser inferior a 20 dias e; informações sobre o ofertante.
A Lei determina que a oferta é irretratável, e coerente, contudo permite que o ofertante, até 10 dias antes do término do prazo, melhore sua proposta - nunca uma reformatio in pejus. Neste caso, as novas condições se estenderão a todos os aceitantes - já que é mais benéfica.
No caso de ocorrer oferta concorrente - quando outro acionista apresenta OPA - a legislação permite que o primeiro ofertante prorrogue o prazo de sua proposta, de modo a coincidir com o prazo final da OPA concorrente.
Ao término do prazo da oferta, se o número de ações representativas da aceitação atingir o mínimo previsto, o negócio se concluirá com a efetivação da transferência das ações e o pagamento do preço. Se o número de ações dos ofertantes ultrapassar o limite máximo estabelecido na OPA, proceder-se-á ao rateio entre os aceitantes.

## OPA com permuta
Se a OPA contiver permuta, o § 1º da Lei Federal n. 6.404/76 exige o prévio Registro na CVM (Comissão de Valores Mobiliários). Ver também Instrução 361 da CVM de 5 de março de 2002 .

## OPA amigável e OPA hostil
Uma OPA diz-se hostil quando o Conselho de Administração da empresa alvo não é informado da oferta ou quando a sociedade promotora da oferta decide avançar com a OPA mesmo depois do Conselho de Administração a ter recusado.
Quando o Conselho de Administração considera a proposta vantajosa para os acionistas e recomenda-lhes que aceitem a oferta a OPA diz-se amigável.
Quando uma empresa lança uma OPA sobre outra não sabe qual vai ser a sua reação da empresa alvo.Esta incerteza relativo ao sucesso da sua oferta constitui um jogo com diferentes cenários possíveis, tendo em conta a reação de outras empresas que identifiquem interesses potenciais e também dos acionistas apanhados pela OPA.
Tratando-se de uma OPA amigável, a operação decorre com um benefício para ambas as partes intervenientes. Por outro lado, os acionistas da empresa alvo ganham com a subida da cotação das suas ações., por outro lado, a empresa oferente, ao concretizar a sua estratégia para aumento do valor da empresa adquirida, está também a aumentar o seu valor.
Sendo uma OPA hostil, existe sempre a hipótese de surgir uma OPA concorrente, em que uma terceira entidade efetua uma OPA alternativa a inicial, podendo esta ser mais próxima dos interesses dos acionistas da empresa alvo, designada essa entidade por white knight. Outro cenário possível corresponde a uma contra-OPA, em que os acionistas da empresa alvo lançam uma OPA alternativa à da oferente no sentido de ser mantida a estrutura acionista. Pode ainda dar-se o caso de uma OPA sobre a oferente.

## Objetivo da operação
Realiza-se uma OPA, com objectivo principal, de adquirir o controle de uma companhia aberta, cujo capital votante esteja disseminado no mercado. Muitas vezes é usado para se fechar o capital - retirando as ações da bolsa.
Os factores que levam uma empresa a lançar uma OPA sobre outra empresa decorrem da não verificação dos pressupostos de um mercado eficiente. Assim o oferente faz uma proposta de aquisição porque reconhece que determinada empresa está subavaliada pelo mercado. Outra possibilidade diz respeito à detecção de uma ineficiente gestão dos factores produtivos, e elevados passivos intangíveis ocultos que podem ser eliminados no futuro. E também quando os acionistas da empresa oferente identificam custos de agência elevados, na medida em que os gestores da empresa alvo promovem os interesses pessoais em detrimento dos interesses da empresa.
Adicionalmente, mesmo num mercado eficiente, pode haver lugar a operações de aquisição se forem detectadas sinergias. Estas sinergias podem ser classificadas  nos seguintes seis tipos :
- Financeira Visando uma estrutura de capitais mais favorável, nomeadamente maior capacidade de endividamento, menor custo no acesso ao capital. As empresas com baixo custo nível de endividamento tornam-se por isso, mais vulneráveis;
- Distribuição Com o objectivo de conseguirem uma presença mais forte no mercado, aproveitando a carteira de clientes para oferecer os seus próprios produtos;
- Operacional Para obter economias de escala e de gama, permitindo ganhos efetivos na utilização dos factores produtivos, pelo melhor aproveitamento da estrutura existente (tanto ao nível da dimensão como da diversidade dos negócios) e não tão só uma operação de downsizing. Nestes casos as empresas menos eficientes apresentam maior susceptibilidade de serem alvo face às de maior eficiência;
- Marketing Procura de uma maior imagem com redução efetiva das despesas com publicidade;
- Estratégica Relacionada com o crescimento da empresa pela via externa, alternativamente a via orgânica, tendo ainda em conta as potencialidades de crescimento da empresa a adquirir;
- Fiscal Com objectivo de reduzir o lucro tributável, quando a empresa  a adquirir apresenta prejuízos.
Finalmente a OPA pode resultar da intenção de procurar aumentar a poder de mercado, onde para além dos ganhos de eficiência na utilização dos factores produtivos pode estar em causa, a perda de eficiência social devido a eventual manipulação dos preços.
As empresa alvo normalmente apresentam as seguintes características face as suas pares:
- Endividamento inferior, dado pelo rácio entre os empréstimos obtidos e o valor contabilístico dos capitais próprios (debt/equity);
- Valor de mercado face ao valor contabilístico mais baixo, medido pelo rácio entre o valor de mercado e das ações ordinárias e valor contabilístico do capital próprio (market/book), que tem sido referido como a má utilização dos ativos;
- Rendibilidade dos capitais próprios mais elevada, a qual resulta do quociente entre o resultado líquido e o valor contabilístico dos capitais próprios (return on equity);
- Rácios das cotações/resultado inferior, obtido através da divisão da cotação do fim do ano e dos resultados por ação (price/earnings).

## Oferta pública de troca
Basicamente, uma Oferta Pública de Troca (OPT) é o mesmo que uma oferta pública de aquisição, só que, ao contrário desta, trocam-se ações da empresa a ser comprada por ações da empresa que lança a OPT, em vez de se oferecer uma quantia monetária.

## Categoria
- OPA - Oferta pública de aquisição (em dinheiro)
- OPV - Oferta pública de venda (em geral, é seguida por uma entrada em bolsa)
- IPO - no jargão do mercado financeiro costuma-se usar mais o termo em inglês IPO; na realidade IPO é a sigla em inglês de initial public offer, sendo esta a oferta primária, em termos gerais é a "entrada" de uma empresa na bolsa.